# Campodorus sakhalinator
Campodorus sakhalinator är en stekelart som beskrevs av Dmitriy R. Kasparyan 2006. Campodorus sakhalinator ingår i släktet Campodorus och familjen brokparasitsteklar. Inga underarter finns listade.